# فولتا كاتالونيا 2011
فولتا كاتالونيا 2011 (بالإنجليزية: 2011 Volta a Catalunya)‏ هو سباق دراجات هوائية أقيم بتاريخ 21–27 مارس، تكون السباق من 7 مراحل وامتدّ لمسافة 1242.6 كم بسرعة 42.249 كم/س، استغرق السباق 29 ساعة 24 دقيقة 42 ثانية. فاز به الإيطالي ميشيل سكاربوني وحلّ ثانيا الأيرلندي دان مارتن بينما حصل على المركز الثالث الأمريكي كريس هورنر.

## الترتيب
| م                     | الدرّاج         | البلد            | الزمن                     |
| --------------------- | -------------- | ---------------- | ------------------------- |
| الفائز بالترتيب العام | ميشيل سكاربوني | إيطاليا          | 29 ساعة 24 دقيقة 42 ثانية |
| الثاني                | دان مارتن      | جمهورية أيرلندا  |                           |
| الثالث                | كريس هورنر     | الولايات المتحدة |                           |
| التسلق                | نيرو كوينتانا  | كولومبيا         | -                         |